# Harmonie Sint-Rumoldus, Steenokkerzeel
De Koninklijke Harmonie Sint-Rumoldus, Steenokkerzeel werd in 1851 in Steenokkerzeel opgericht en behoort tot de oudste harmonieorkesten in Vlaams-Brabant.

## Geschiedenis
De stichtingsakte vermeldt als datum "dryentwintigsten July Duysent achthonderd een en vyftig betreffende de societeyt onder den naem van Sinte Rumoldus". Graaf Philippe de Croix accepteerde het erevoorzitterschap. In 1901 bij de vijftigste verjaardag verkreeg de vereniging bij koninklijk besluit het recht het predicaat koninklijk te dragen.